# Colonia Firenze

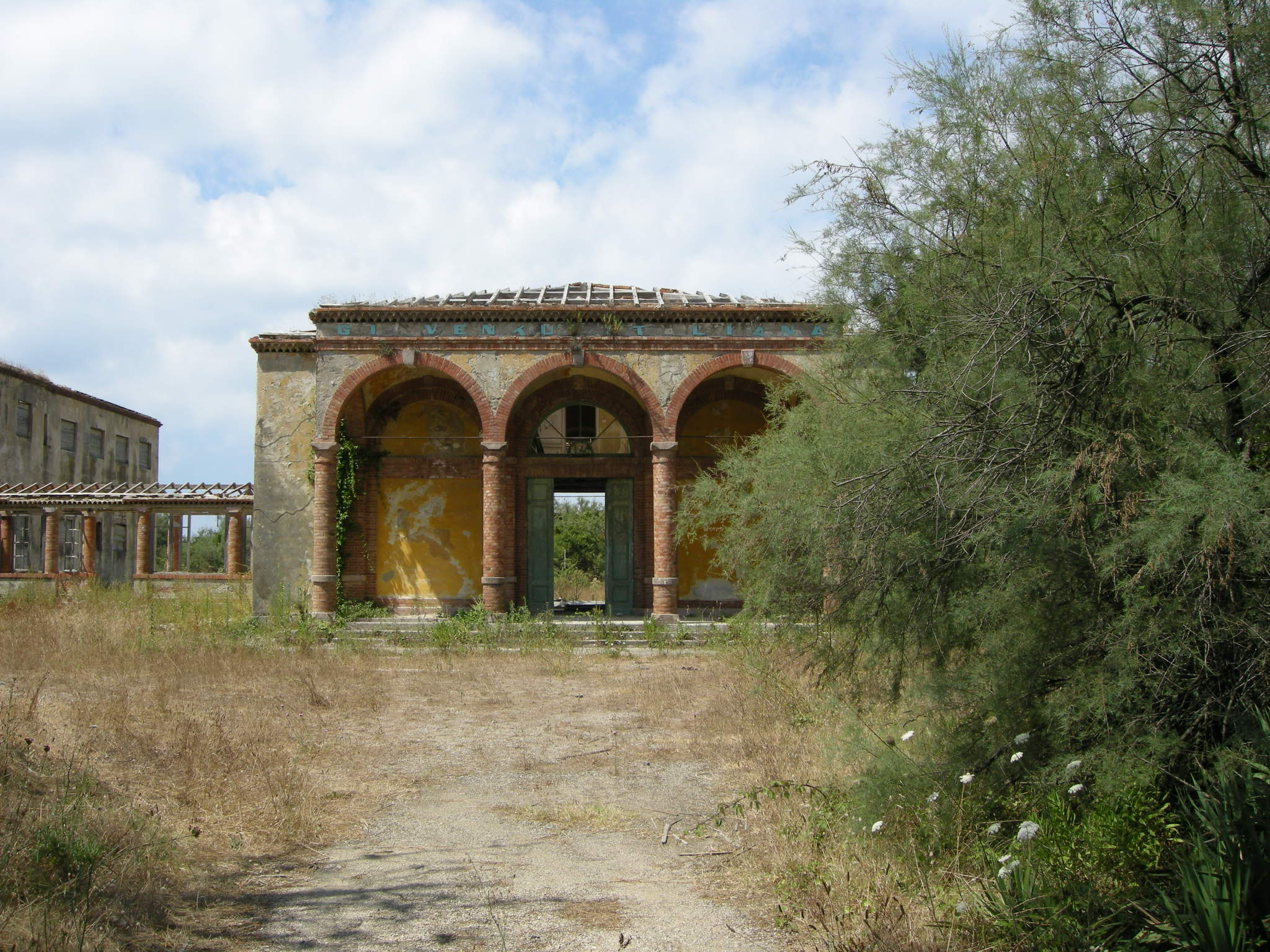
Colonia Firenze, padiglione centrale

La Colonia Firenze è una colonia marina di villeggiatura estiva a Calambrone (frazione di Pisa), situata nel viale Tirreno 70-72.

## Descrizione
La Colonia fu il primo complesso del genere a Calambrone, costruita nel 1931-1932 dall'architetto Giovannozzi per la Gioventù Italiana Littorio. Ha una forma a "pettine" con più padiglioni disposti perpendicolarmente al litorale e raccordati a est da un lungo corridoio di distribuzione in asse.
Dall'ingresso sul viale Tirreno si arriva al corpo centrale, dove si trovava la direzione e gli uffici amministrativi, caratterizzato da un loggiato con colonne in laterizio. Quattro padiglioni longitudinali, disposti simmetricamente a due a due, erano occupati dalle camerate e dai servizi, per uno sviluppo su due piani. Alle estremità nord e sud vi sono due padiglioni destinati a refettorio con le cucine e a camerate di dimensioni inferiori.
Oltre alle forme tipicamente razionaliste, era una caratteristica del complesso l'assoluta autonomia di ogni blocco, che permetteva di usare la colonia anche parzialmente. La decorazione era affidata ad alcuni motivi del paramento in cotto.
All'esterno il complesso era circondato da un'ampia pineta-giardino, per un totale di 32.867 m². Attualmente tale pineta è stata abbattuta a causa dell'attacco del matsucoccus (una cocciniglia che causa la morte dei pini) e non è previsto un reimpianto, in quanto la zona dovrebbe divenire parcheggio.
Il complesso adesso è in stato di abbandono e, dopo l'inizio dei lavori per il recupero della Colonia Vittorio Emanuele II, sarà l'ultima colonia ancora da recuperare a Calambrone.